# Joubert de Carvalho
Joubert Gontijo de Carvalho (Uberaba, 6 de março de 1900 — Rio de Janeiro, 20 de setembro de 1977) foi um médico e compositor brasileiro, autor de canções como "Maringá" e "Taí" (ou "Pra você gostar de mim").

## Biografia

### Origens e formação
Nascido no Triângulo Mineiro, foi o segundo dos dez filhos do fazendeiro e comerciante Tobias de Carvalho e da dona de casa Francisca Gontijo de Carvalho.
Em 1909, quando tinha nove anos Joubert ganhou de seu pai um  piano, onde passou a tocar, de ouvido, os dobrados que ouvia na banda local. Aos doze, tendo terminado o curso primário em Uberaba, Joubert mudou-se com a família para São Paulo, por causa da preocupação do pai com a educação e formação dos filhos, que foram estudar no Ginásio São Bento.
A primeira composição de Joubert, a valsa Cruz Vermelha, foi inspirada no hospital infantil do mesmo nome, que havia em São Paulo, e cujas primeiras notas haviam sido tiradas no piano da infância. 
O pai permitiu a Joubert que vendesse as partituras, desde que o dinheiro revertesse em benefício do Hospital Cruz Vermelha. O relativo sucesso alcançado pela canção animou Joubert a compor outras peças, que entregava à Casa Editora Compassi & Camin, com autorização de seu pai, desde que o pagamento se resumisse a alguns exemplares para Joubert distribuir aos amigos. Durante o curso ginasial Joubert foi se familiarizando com os clássicos, na casa de uma tia que era pianista.
Em 1919 aos 19 anos, Joubert foi para o Rio de Janeiro, onde o ensino era de melhor nível e, em 1920, aos 20 anos Joubert entrou para a Faculdade de Medicina. Com uma mesada de 500 mil réis, Joubert continuava a compor e, durante uma de suas visitas a São Paulo, o editor fez novos pedidos, com a oferta de 600 mil réis mensais. Como o filho havia obtido êxito nos exames, o velho Tobias não só se rendeu, como manteve a mesada, propiciando ao jovem Joubert uma vida de estudante rico, que podia até mesmo morar em hotel.

### Início da atividade de compositor
Nessa época, influenciado por ritmos estrangeiros, Joubert compôs diversos tangos, como Cinco de Janeiro, dedicado ao sanitarista Oswaldo Cruz. Sua primeira composição gravada foi a canção Noivos, lançada em 1921. Mas seu primeiro grande sucesso viria em 1922 com O Príncipe, composta por inspiração da chuva e que seria sua primeira composição gravada no exterior, em 1931. No ano seguinte, 1923, compôs o tango Lindos olhos.
Em 1924 Joubert compôs os sambas O Jacaré e Não Sou Pamonha, os foxes Lira quebrada e Vieni a Me, as marchas A nova Itália, Revelação e Vira a casaca, os tangos Pressentimento e Sonhos Mortos e o maxixe Viva o Coronel e, ainda, em parceria com Zirlá, compôs Aventureiro, Encanto de Mulher e Tango Venenoso e, em parceria com Zael, compôs O Galo Preto.
Em 1925 Joubert formou-se em Medicina com a tese intitulada "Sopros musicais do coração", tendo sido aprovado com distinção, embora o título da tese beirasse à pilhéria. Sabendo equacionar perfeitamente as atividades de médico e de músico, Joubert continuava a compor. Desse ano são suas composições Luxo Asiático e Vem Meu Benzinho.
Em 1926, em parceria com Sadi Fonseca, Joubert compôs o maxixe Arrepiado e o tango Canção dos Mares e, com Zael, o maxixe Jaquetão. Ainda desse ano são as composições Manequinho, Mãos de neve, Pobrezinho, Prisioneiro do Amor e Agonia, esta gravada por Pedro Celestino, irmão de Vicente Celestino.
Em 1927 Joubert casou-se com Elza Faria, que lhe daria seu único filho Fernando Antônio. Desse mesmo ano são suas composições Bigodinho, Boca Pintada, Canarinho, Eu Gosto de Você, Juriti, Mal Aventurado, Nhá Maria, Rio de Janeiro, Rolinha, Sabiá Mimoso, Os Teus Olhos, Traição, As Valentinas e Viva Jaú.
Em 1928 Joubert musicou dois poemas de Olegário Mariano, Cai, Cai Balão e Tutu Marambá, dando início a uma parceria de mais de vinte canções. Também de 1928 são as composições Aquele cantinho, Caboclinha, O Carinho de Meu Bem, A Casinha do Meu Bem, Castelo de Luar, Os Dois Caminhos, Os Filhos da Candinha, O Pardal, Saci-Pererê, Sombrinha Azul e Um Sorriso e um Olhar, a maioria delas gravadas por Gastão Formenti.
Embora as composições de Joubert de Carvalho já viessem sendo gravadas por cantores de destaque na época, como Gastão Formenti e Francisco Alves, a novata Carmen Miranda é que foi a responsável pelo grande sucesso de Ta-hi, lançado em 1930 com o título Pra Você Gostar de Mim, que alcançou uma vendagem de 35 mil discos, numa época em que os grandes cantores vendiam, no máximo, até mil discos.
Ainda em 1930 Joubert compôs Dá-se um Jeitinho, É Com Você que Eu Queria, Escrita Errada, Esta Vida É Muito Engraçada, Gostinho Diferente, Kalatan, Neguinho, Pelo Teu Pecado, Saudade danada, Vai Recolher, Vestidinho Novo e Vou Recolher e, ainda, em parceria com M. Fonseca, compôs Cadeirinha; com Anna Amélia Carneiro de Mendonça, compôs Canção do Estudante e Tarde dourada; com Olegário Mariano, Loiras e Morenas e com Gastão Penalva, Para o amor.
Em 1931, em parceria com Pascoal Carlos Magno, Joubert compôs Pierrô, um de seus maiores êxitos e que foi interpretado por Jorge Fernandes, na peça teatral de mesmo nome, de autoria de Pascoal Carlos Magno. Ainda, neste ano, compôs Amor, Amor, Eu Sou do Barulho,Não me Perguntes, Napoleão, Quero Ficar Mais um Pouquinho, Quero Ver Você Chorar, Se Não me Tens Amor, Tem Gente Aí, Venenoso, História de uma Flor, Monte Carlo; com Paulo Roberto, compôs a marcha Foi … Foi ela; com Criso Fontes, o samba-canção Gostar de alguém; com Luiz de Góngora, a canção Por que choro; com Célia Benatti, a marchaQue M'importa; com Osvaldo Orico, a cançãoSe Ela te Oferecer um Grande Amor; com Luiz Gonzaga, o baião Trovas de amor; e, com Olegário Mariano, Absolutamente, A carícia de um beijo, De Papo pro Á (em algumas fontes 'De Papo pro Ar')" e Zíngara". "De papo pro á" foi lançado, com sucesso, por Formenti, em 1931, e revivido por Inezita Barroso, em seu LP Canto da Saudade.
Em 1932 Joubert compôs Cabecinha de Vento, Coisas de Amor, É de Trampolim, O Gatinho, A Glória de São Paulo, Lenita e Lição de Cristo; e, ainda, em parceria com Osvaldo Orico, Horas de Amor; com Luiz Martins, O Índio do Corcovado; com J. Távora, Teus Olhos… O Outono; com Olegário Mariano, compôs Beduíno, Caboclinho, Galanteria e Se Você Quer e com Cleómenes Campos, Dor.
O grande êxito de Joubert em 1932 foi a canção Maringá, gravada por Gastão Formenti. A canção atingiu sucesso também no exterior, rendendo direitos autorais a Joubert durante muito tempo. A inspiração para a composição teria surgido de um contato de Joubert com o então ministro da Viação e Obras Públicas, o paraibano José Américo de Almeida. Naqueles tempos o estado natal do ministro, assim como grandes áres do Nordeste, havia sido atingido por uma seca rigorosa. A mente criativa de Joubert criou uma personagem de nome Maria, que seria uma retirante oriunda de localidade de Ingá. Daí surgiu "Maria de Ingá" e depois "Maringá" que deu título à canção. Anos mais tarde, devido ao sucesso da canção, Maringá tornar-se-ia o nome de uma nova localidade (um "patrimônio") no norte do Paraná em 1947. 
Em 1933 Joubert foi nomeado médico do Instituto dos Marítimos, onde fez carreira, chegando a ser diretor do hospital. Contudo, não deixou de compor e, nesse mesmo ano, surgiram as canções Coisinha Boa, Melhor que Há no Mundo, Devolve os Meus beijos, Estilizada, Ficou um Beijo em Minha Boca, Flor que Ninguém Colheu, Foi Você Mesmo, Há Nos Teus Olhos… Um Luar, Lágrimas de Pierrô, Marilena, Melhor Amor, Meu Amor Chegou, Olá, Que Bom Que Estava, Redenção e Sossega o Teu corpo, Sossega e, ainda, Arlequim, em parceria com Fortes Malta; Boca bonita, com Narbal Fontes; De Madrugada, com Catulo da Paixão Cearense; A Doce Palidez de Maria, com A. Freitas; Bom Dia, Meu Amor, Canção do Abandono, Felicidade e Moreninha Brasileira, com Olegário Mariano; C'est toi, l'Amour e N'aimez que moi, com Maria Eugênia Celso; Eta Caboclo Mau e Garota Errada, com Luis Martins; Felicidade… É Quase Nada e Se um Dia Pudesse, com Gilberto de Andrade; A Lenda das Rosas Vermelhas e Moleque Sarará, com Murilo Fontes; e Tabuada, com Adelmar Tavares.
De 1934 são as composições de Joubert de Carvalho Deixa-me Beber", Eu Quero te Dar um Beijo, Um Pouquinho de Amor, Sapatinho da Vida, Uma Vezinha Só e, também, Pela primeira vez.
Em 1940 Joubert compôs as valsas Ainda Hei de te Beijar, Maria, Maria, Por Quanto Tempo Ainda… e Rosi e o fox-canção Em Pleno Luar. "Maria, Maria" e "Em Pleno Luar" foram gravadas por Orlando Silva, com grande sucesso. No ano de 1941 traz a marcha Avante, Companheiros.
De 1943 são suas valsas Ninguém Esquece…, A Vida É um Sonho e Visão de Outro Amor. O ano de 1946 foi o de maior sucesso para Joubert: Gilberto Milfont lançou a canção Jeremoaba e Silvio Caldas gravou a canção Minha Casa e a valsa Nunca Soubeste Amar. "Minha Casa" foi um dos últimos grandes sucessos de Joubert de Carvalho. O romântico seresteiro ainda lançaria outras composições, mas nenhum de seus trabalhos posteriores alcançou a projeção popular de "Minha Casa". Em 1948 Joubert compôs a valsa Noite de estrelas; em 1949, em parceria com R. C. Lisboa, compôs a canção Reminiscência; em 1950, compôs Flor de Esperança, Gostoso e Picadinho; em 1951, Baía da Guanabara, É Carinho que Falta, Felicidade… E Nada Mais, Um Grande Amor, Paris, Paris, Sabe Lá o que É Isso e Quando se Vai o amor, esta última em parceria com T. Malta.
Em 1952 Joubert compôs Festa de Formatura, Flamboyant, Fogueira, Mamãe Dolores, No Tempo da Valsa e Perto da Lareira e, ainda, em parceria com David Nasser, compôs o bolero Silêncio do Cantor, que era uma homenagem ao cantor Francisco Alves, falecido naquele ano, em acidente automobilístico. Em 1953, com Adelmar Tavares, Joubert compôs Olha-me Bem nos Olhos. Ainda nesse ano compôs Mande um Beijo, Quando eu Partir, Tes Yeux, A Vida por um Beijo e Feliz Aniversário, com a qual venceu um concurso, sendo gravada por Neide Fraga.
De 1954 são as composições Apresse o Passo, Dia Feliz, Marcha das Bandeiras, Viva São Paulo e Voltei, Voltei.No período de 1955 a 1960, Joubert de Carvalho passou a dedicar-se a estudos filosóficos, não publicando nada e produzindo apenas para uso interno. Em 1959, foi homenageado pelo povo de Maringá, que deu seu nome a uma das ruas da cidade.
Em 1961 Joubert compôs Hino ao Presidente e Marcha da Vitória. Em 1962 o cantor Carlos Galhardo lançou novas composições de Joubert de Carvalho: O Amor e o Sol, Florista, Mundos Afora, O Tempo que Ficou e Desde Sempre, esta, em parceria com Mario Rossi.
De 1969 são suas composições Além da Vida e Esta Noite Não e, ainda, Fragrância, em parceria com Mario Rossi, e Sol na Estrada, com I. Maria.
Em 1970, participou do V Festival Internacional da Canção da Rede Globo, com a valsa A Flor e a Vida, composta em parceria com Leda Fonseca, não conseguindo classificação. Pouco depois, venceu, com a mesma composição, interpretada por Antônio João, o Festival Brasileiro de Seresta. Em 1971 Joubert compôs O Rio é Carnaval; em 1972, A Cidade que Nasceu de uma Canção e Hora de Despedida; e, em 1973, A Voz e o Violão.
Joubert de Carvalho nunca bebeu, nunca foi boêmio; bares e botequins jamais o atraíram. Homem culto e refinado, chegou também a escrever um romance: Espírito e Sexo, que se aproxima do ensaio social. Como médico, também foi muito talentoso e um dos pioneiros no Brasil em Medicina Psicossomática. Autor de mais de setecentas composições editadas, no final da vida, Joubert se afastou do mundo musical, pois os novos estilos surgidos deixaram pouco espaço ao romantismo do seresteiro que, de certa forma, ele foi. Joubert de Carvalho morreu no dia 20 de setembro de 1977, vítima de pneumonia, deixando importante legado para a música popular brasileira.